# Hinterhabichtswälder Kuppen
Die Hinterhabichtswälder Kuppen sind ein am Bärenberg 600,7 m ü. NN hoher, in Nord-Süd-Richtung ausgerichteter, etwa 17 km langer und im Durchschnitt knapp 2 km breiter Höhenzug im Westen der naturräumlichen Haupteinheit Habichtswälder Bergland (342) im Landkreis Kassel, zu kleineren Anteilen im Südosten auch Schwalm-Eder-Kreis, Nordhessen. Als Naturraum tragen sie die Kennziffer 342.2.

## Lage und Grenzen

### Nordhälfte
Die vom Bärenberg dominierte nördliche Hälfte der Hinterhabichtswälder Kuppen wird sowohl nach Norden als auch nach Osten von der A 44 begrenzt. Der äußerste Norden reicht nach Westen bis kurz vor die Dase (Nebenfluss der Erpe) bei Oberelsungen (westlicher Stadtteil von Zierenberg), die nördliche Mitte bis kurz vor die Erpe selber bei (flussaufwärts) Altenhasungen, Wenigenhasungen (beides östliche Stadtteile von Wolfhagen) und Oelshausen. Östlich der beiden letztgenannten Orte liegt Burghasungen als einziger direkt auf den Kuppen gelegener Ort – wie auch Oelshausen wiederum Stadtteil von Zierenberg.
Südöstlich von (Wolfhagen-)Istha und nordwestlich von (Schauenburg-)Martinhagen erreichen die Kuppen am Wattenberg schließlich die in West-Ost-Richtung verlaufende Wasserscheide zwischen Diemel und Eder, an deren Nordflanke neben der Erpe auch die Warme entspringt, die die nördlicheren Kuppen östlich parallel über Ehlen (Gemeinde Habichtswald) und Zierenberg in einiger Entfernung begleitet.

### Südhälfte
Unmittelbar südlich der Wasserscheide entspringt an der Westflanke der Spolebach, ein Nebenfluss der Elbe, der im Oberlauf bei Balhorn (Bad Emstal) den Höhenzug westlich parallel begleitet. Unmittelbar östlich der Kuppen entspringt dem gegenüber die Ems, die bald darauf den Höhenzug von Nordosten her passiert und nach ihrem Austritt kurz vor Bad Emstal selber von einer gut einen Kilometer langen Schneise um den Ort begleitet wird. 
Der in Emstal von Norden mündende Fischbach wird fortan vom Lauf der Ems selber bis etwa Merxhausen als westlicher Grenzfluss der Kuppen und des Habichtswalds an sich abgelöst. 
Östlich parallel zum Ems-Oberlauf quert die bei (Schauenburg-)Elmshagen entspringende Wiehoff, ebenfalls ein Zufluss der Ems, die Kuppen. Östlich des Bachs schließen sich nach der letzten Hinterhabichtswälder Kuppenreihe, die südlich des Niedensteiner Kopfs abflacht, die Langenberge an.

### Benachbarte Naturräume
Während die Langenberge und die sich daran nördlich und Warme-abwärts anschließende Habichtswälder Senke – wie auch der Malsburger Wald, an den die Kuppen im Norden stoßen – ebenfalls Teile des Habichtswälder Berglands darstellen, gehören alle westlichen Nachbarlandschaften bereits zu den Ostwaldecker Randsenken, Haupteinheit 341. Der Süden wiederum stößt an die Fritzlarer Börde, die zur Westhessischen Senke (343) gerechnet wird.

## Berge
→ siehe auch: Liste von Bergen und Erhebungen des Naturparks Habichtswald
Höchste Erhebung ist der Bärenberg, mit 600,7 m, zugleich zweithöchste Erhebung des Naturparks Habichtswalds.
Da sich die Hinterhabichtswälder Kuppen auf einem Grat von Norden nach Süden ziehen, scheint eine dieser Ordnung folgende Aufstellung am sinnvollsten zu sein. Eine Unter-Gliederung ergibt sich durch die voneinander getrennten Waldgebiete und durch die die Kuppen querenden Straßen und Flusstäler.

Kuppen auf vom eigentlichen Hauptgrat nach Südwesten abzweigenden Bergrücken im Süden der Kuppen sind eingerückt dargestellt. Alle nicht anders gekennzeichneten Berge liegen im Landkreis Kassel.
Zu den Hinterhabichtswälder Kuppen gehören von Norden nach Süden – sortiert nach Meter (m) über Normalnull (NN):
- alle südlich von Zierenberg-Friedrichsaue; westlich der A 44
  - Kleiner Gudenberg (531,8 m), mit Burgruine Kleiner Gudenberg
  - Großer Gudenberg (568,7 m), mit Burgruine Großer Gudenberg
  - Großer Bärenberg (600,7 m), mit Aussichtsturm Bärenbergturm inkl. Sendeanlage
  - Rohrberg (516,7 m)
  - Sollberg (431,7 m)
- zwischen Wolfhagen-Altenhasungen (W) und Ehlen-Bodenhausen (O); nahe der L 3390 
  - Bosenberg (471,5 m)
  - Burghasunger Berg (479,7 m), Ort des ehemaligen Klosters Hasungen
- zwischen Wolfhagen-Istha (SW) und Habichtswald-Ehlen (NO); nahe der B 251
  - Hundsberg (496 m)
  - Wattenberg (516,2 m)
- zwischen Schauenburg-Breitenbach (NO) und Bad Emstal-Sand (SO); nahe der L 3220
  - Remmenhausener Kopf (427,6 m)
  - Erzeberg (436,7 m)
- zwischen Schauenburg-Breitenbach (NO) und Bad Emstal-Sand (SW); nahe der Ems und L 3220
  - Falkenstein (461,9 m), mit der Burgruine Falkenstein
  - Altenburg (450,7 m), einstiger Standort der gleichnamigen Burg; Schwalm-Eder-Kreis
  - Emser Berg (446,5 m); Gipfel im Landkreis Kassel
- zwischen Schauenburg-Elmshagen (NNO) und Niedenstein (SSW); nahe der Wiehoff
  - Steinberg (418,9 m), nördlich der Kammlinie; Südhälfte im Schwalm-Eder-Kreis
  - Sengelsberg (449,0 m), Schwalm-Eder-Kreis
  - Niedensteiner Kopf (475,0 m), mit Aussichtsturm Hessenturm, Schwalm-Eder-Kreis